# Синодален превод
Синодалната Библия е първото синодално или синодно издание на новобългарски език на свещеното писание на библейския канон, което излиза в края на 1925 г. Следва т.нар. Елисаветински превод на Textus Receptus, който прототип е започнат по време на реформите на Петър I и е на църковнославянски език.
Поради това, че съществувалите в оборот до 1925 г. преводи на Библията на новобългарски език не били достатъчно надеждни, БПЦ узрява за идеята за свой т.нар. синодален превод.
За пръв път Светият Синод на БПЦ в официално заседание се занимава с въпроса за превода на Библията на 22 октомври 1898 г. по повод писмено предложение на тогавашния Варненски и Преславски митрополит Симеон, който излага мотиви и основания за нуждата от един новобългарски авторитетен превод на Библията. Митрополитът препоръчва преводът да се възложи на Търновския митрополит Климент, който ведно с няколко авторитетни и известни български писатели да преведат от руски църковнославянски език на новобългарски текста на Светото Писание. Преводът започва в края на 1898 г., но се бави по обективни причини цяло десетилетие. На 5 февруари 1900 г. Св. Синод определя осемчленна комисия за изпълнение на важната задача. В комисията влезли и двама изявени професори от Алма матер – Васил Златарски и Любомир Милетич. Срокът за завършване на превода бил 1 май 1903 г., когато работата на тази комисия щяла да се прегледа и одобри от друга комисия, излъчена от Светия Синод. Комисията се провалила като цяло в дейността си най-вече поради липсата на време, а също и заради отсъствието на сериозен капацитет в областта на богословието и сравнителното езикознание. Най-сериозно затруднение създавал превода на книгата на Йов. Въпреки това, комисията продължила своята работа, а през 1905 г. проф. Любомир Милетич бил заменен от Светия Синод с проф. Беню Цонев. В крайна сметка, в основата на синодалния превод били положените усилия от автора на първата „История на българския език“ (съвместно с проф. Стефан Младенов). През 1905 г. Светия Синод определил втора комисия, наречена „Духовна проверочна“ за работата на първата. Двете комисии работили интензивно в периода 1905 – 1912 г., като много от членовете били сменени, постъпвали нови, а в преводите участвал и Константин Величков.
През 1909 г. излиза от печат синодалното Четвероевангелие, като пряк резултат от работата на комисиите към Светия Синод.